# 内村薫風
内村 薫風（うちむら くんぷう、1969年 - ）は、日本の小説家。覆面作家である。

## 経歴
2014年、短編「パレード」が『新潮』に掲載されて作家デビュー。
2015年、「ＭとΣ」が第153回芥川龍之介賞の候補となる。

## 作品リスト

### 単行本
- 『MとΣ』（2015年8月 新潮社）
  - 「2とZ」-（『新潮』2014年4月号）
  - 「パレード」-（『新潮』2014年3月号）
  - 「MとΣ」-（新潮2015年3月号）

- 『ボートと鏡』（2024年11月 新潮社）
  - 「ボート」-（『新潮』2024年2月号）
  - 「鏡」-（『新潮』2016年6月号）